# 馬季亞什夫卡 (盧布尼區)
49°57′6″N 33°12′0″E / 49.95167°N 33.20000°E
馬季亞什夫卡（烏克蘭語：Матяшівка），是烏克蘭的村落，位於該國中部波爾塔瓦州，由盧布尼區負責管轄，處於捷爾尼夫希納和斯維奇基夫卡之間，海拔高度123米，2001年人口173。